# Sant Antoni Petit (Sant Joan de les Abadesses)
Sant Antoni Petit és un pedró de Sant Joan de les Abadesses (Ripollès) inclòs a l'Inventari del Patrimoni Arquitectònic de Catalunya.

## Descripció
És un pedró situat al principi de la pineda de Sant Antoni, quedant situat en la part de dins d'una corba molt tancada de la carretera a dalt de l'ermita. Té forma de paral·lelepípede de base sensiblement quadrada, rematada per una creu de ferro petita i una discreta ornamentació en forma de columnes amb un petit capitell. A l'alçada del lloc on hi ha el sant fa com una lleixa per a posar-hi gerros de flors o ciris. També la part superior del pedró sobresurt un xic per a protecció del nínxol. Aquest no té la mateixa forma que l'exterior sinó forma d'absis. El sant està protegit per una reixa de ferro i té a la base una caixeta de ferro per almoines i la data gravada en el mateix ferro, 1886. La imatge del sant és de guix d'Olot. Tot el pedró és emblanquinat excepte una espècie d'escut o dibuix que es troba en un rectangle que es forma cap endins a la base del pedró.

## Història
Sembla que aquest pedró es va posar en aquest lloc amb posterioritat a l'edificació de l'ermita de Sant Antoni, uns metres més amunt. Hi ha una data gravada al pedró, de l'any 1886, probablement és l'any de construcció o d'una important restauració. L'any 1986 la imatge de Sant Antoni Petit va ser robada i posteriorment substituïda per una de nova.